# 脇崎智史
脇崎 智史（わきざき ともひと、1983年2月14日 - ）は日本の俳優・モデル。所属事務所はヴァンセット・プロモーション。愛称は名前から取って「Tom」（トム）。東京都出身。身長183cm。2002年に俳優デビュー。

## 主な出演作品

### 映画
- ゴジラ FINAL WARS
- タッチ
- タイヨウのうた
- ラストゲーム 最後の早慶戦 - 早大主将・近藤宏役
- ハゲタカ - 東洋テレビ ディレクター・柴崎大輔 役
- 牙狼〈GARO〉 神ノ牙-KAMINOKIBA- - 秋月ダイゴ 役
- 喧嘩番長 劇場版〜全国制覇 - 茨城県番長・鬼沢篤志 役
- 蠢動 -しゅんどう- - 因幡藩々士・香川廣樹 役[1]
- るろうに剣心ｰThe Beginning-[1]

### テレビ
- WATER BOYS（2003年 フジテレビ） - 脇田 役
- 仔犬のワルツ（2004年 日本テレビ） - 山川公平 役
- ULTRASEVEN X（2007年 TBS） - エージェント・ケイ 役[1]
- 英語の達人（2007年 BS朝日） - 米国担当レポーター
- 内藤大助物語 〜いじめられっ子のチャンピオンベルト〜（2008年7月28日 TBS） - 杉本直哉 役
- 非婚同盟（2009年 フジテレビ） - 岩城美那雄 役
- 新撰組 PEACE MAKER（2010年 TBS） - 宮部鼎蔵 役
- 土曜ワイド劇場 セイアン〜生活安全特捜隊（2014年11月29日 テレビ朝日）
- 牙狼〈GARO〉-GOLDSTORM- 翔（2015年 テレビ東京・東北新社） - 秋月ダイゴ 役[1]
- 霊魔の街（2017年 新潟テレビ21） - 鬼崎陣 役
- 暴太郎戦隊ドンブラザーズ （2022年 テレビ朝日） - ダンディな男 役（ドン6話）[1][2]

### バラエティ
- 日本史サスペンス劇場「新選組」（2008年10月15日） - 加納惣三郎 役

### 舞台
- おとめ妖怪 ざくろ（2017年1月18日 - 24日、全労済ホール スペース・ゼロ） - 芳野葛利劔 役

### CM
- 日本コカ・コーラ ブランド広告
- 三菱東京UFJ銀行
- コーセー「FACIO」
- ルーツ「カスタムブレンド」
- ケンタッキーフライドチキン「ありがとうパック」他数作品
- コカ・コーラ「アクエリアス」
- グリコ「プリン&ゼリー」
- ネクソンジャパン「テイルズウィーバー」
- パナソニック

### ポスター・スチール
- JR東日本
- 警視庁

### 雑誌
- MEN'S NON-NO
- Fine
- MORE
- ゼクシィ
- OZマガジン
- 月刊TV Taro（銀幕で逢いたい人）